# Supercup 2013 (basketbal)
De wedstrijd om de Supercup op 29 september 2013 was de derde editie van de Supercup in het Nederlandse basketbal. Gastheer was de regerend landskampioen Zorg en Zekerheid Leiden uit Leiden. Tegenstander was SPM Shoeters Den Bosch uit 's-Hertogenbosch. Den Bosch won voor de eerste maal de supercup. Voor de tweede keer werd de wedstrijd gewonnen door de bekerwinnaar.

## Wedstrijd
SPM Shoeters nam in het derde kwart (11–17) afstand van Leiden, dat in het laatste kwart de achterstand zag opbouwen tot uiteindelijk 19 punten.
| 29 september 2013 15.00 Finale Supercup | Zorg en Zekerheid Leiden                              | 47–68 | SPM Shoeters Den Bosch                                   | Vijf Meihal, Leiden |  |
| 29 september 2013 15.00 Finale Supercup | Josh Duinker (15) Josh Duinker (6) Worthy de Jong (6) |       | Kees Akerboom jr. (17) Stefan Wessels (7) Tai Wesley (7) | Kwartstanden: 16–17, 12–15, 11–17, 8–19 Toeschouwers: 1.500 Scheidsrechters: A, Sinterniklaas, P. den Hartog en A. Bosveld |  |
| 29 september 2013 15.00 Finale Supercup |                                                       |       |                                                          | |  |
|                                         |                                                       |       |                                                          | |  |

| Zorg en Zekerheid Leiden | SPM Shoeters Den Bosch |

| Supercup 2013                       |
| ----------------------------------- |
| SPM Shoeters Den Bosch Eerste titel |